# 4-Hidroxifenilacetaldeído
4-Hidroxifenilacetaldeído, também conhecido como p-hidroxifenilacetaldeído, (4-hidroxifenil)acetaldeído ou 2-(4-hidroxifenil)acetaldeído, é um composto orgânico com fórmula C8H8O2, SMILES OC1=CC=C(CC=O)C=C1, sendo um aldeído aromático. Possui massa molecular 136,14792; Classificado com InChIKey IPRPPFIAVHPVJH-UHFFFAOYSA-N.